# August Wilson
Pour les articles homonymes, voir Wilson.
August Wilson, de son vrai nom Frederick August Kittel, est un écrivain américain né le 27 avril 1945 à Pittsburgh en Pennsylvanie et mort le 2 octobre 2005 à Seattle.

## Biographie
August Wilson a écrit surtout sur la condition des Noirs en Amérique au XXe siècle et a obtenu le prix Pulitzer pour Barrières et La leçon de piano. Il est essentiellement connu pour son cycle de 10 pièces de théâtre, intitulé "Pittsburgh Cycle" (ou Century Cycle). Chacune des pièces se déroule à Pittsburgh (à l'exception de Ma Rainey's Black Bottom, dont l'action se situe à Chicago), et se focalise sur la réalité de l'expérience afro-américaine tout au long du 20e siècle (à raison d'une pièce par décennie).
Il meurt le 2 octobre 2005 d'un cancer du foie.

## Œuvre
- Pittsburgh Cycle, ensemble de dix pièces (périodes du cycle, titre, première) :
  - Années 1900 : Gem of the Ocean (2003)
  - Années 1910 : Joe Turner's Come and Gone (en) (1988)
  - Années 1920 : Ma Rainey's Black Bottom (1984)
  - Années 1930 : The Piano Lesson (1990) - Prix Pulitzer
  - Années 1940 : Seven Guitars (en) (1995)
  - Années 1950 : Fences (1987) - Prix Pulitzer
  - Années 1960 : Two Trains Running (en) (1991)
  - Années 1970 : Jitney (en) (1982)
  - Années 1980 : King Hedley II (en) (1999)
  - Années 1990 : Radio Golf (en) (2005)

## Adaptations cinématographiques de ses œuvres
- 1995 : La leçon de piano (film) de Lloyd Richards
- 2016 : Fences de Denzel Washington
- 2020 : Le Blues de Ma Rainey de George C. Wolfe
- 2024 : The Piano Lesson de Malcolm Washington